# 3661 Dolmatovskij
3661 Dolmatovskij è un asteroide della fascia principale. Scoperto nel 1979, presenta un'orbita caratterizzata da un semiasse maggiore pari a 2,9312131 UA e da un'eccentricità di 0,0511689, inclinata di 1,94577° rispetto all'eclittica.
L'asteroide è dedicato al poeta russo Evgenij Dolmatovskij.